# Fatalizmus
A fatalizmus az a hit, hogy a jövő determinált, meghatározott és semmit sem tehetünk ez ellen. A fatalizmus elfogadása maga után vonja azt a meggyőződést, hogy az akaratunkkal nem befolyásolhatjuk a jövőnket.

## A sors istennői a görög mitológiában
A fatalizmus gyökere az ókori emberek hitvilágában megtalálható. A görög mitológiában  Anankénak (görögül Ἀνάγκη) a végzet és az elkerülhetetlen sors istennőjének három lánya Klóthó (Fonó), Lakheszisz (Sorsjuttató), Atroposz (Kérlelhetetlen) határozzák meg életünket, és semmit sem tehetünk ez ellen. Gondolhatjuk, hogy döntéseinket mi hozzuk, de ez csak illúzió.

## A sors és az előre rendelés a monoteista vallásokban
A fatalizmusban való hit mind a három monoteista vallásban (judaizmus, kereszténység, iszlám) jelen van. Mindhárom vallásban a sors vagy végzet az előre rendelés (latinul: praedestinatio) teológiai dogmájából vezethető le. Bár a katolikus egyház csak az üdvözültekkel kapcsolatban beszél róla, még a látszatát is el akarja kerülni, hogy Isten egyeseket már eleve, tetteik figyelembevétele nélkül kárhozatra szánt. Pál apostol gondosan felhívja a figyelmet, hogy az ember jövője végeredményben az Isteni kegyelemtől függ és nem saját akaratától. A fatalizmus ezen formája az Isten mindentudásának dogmájához kapcsolódik. A mindentudás folytán Isten a legapróbb részletekig ismeri a jövőt, ezért nem tehetünk olyat, amit ő nem látna előre.
A „Legyen meg a te akaratod”, ahol a te jelentheti a zsidó Jehovát, a keresztény Istent, vagy a muzulmán Allahot, fatalista módon azt sugallja, hogy semmit sem tehetünk Isten akarata ellen. Nincs értelme küzdeni ellene, alá kell vetnünk magunkat.

## A fatalizmus filozófiai forrása
Jelentős filozófusok foglalkoztak a fatalizmussal elsősorban a nyelv és a logika kapcsolatát vizsgálva. A fatalizmus klasszikus argumentuma Arisztotelész Az értelmezésről (görögül: Περὶ Ἑρμηνείας, Peri Hermeneias) című művében megfogalmazott tengeri csata argumentum.

## A fatalizmus és a determinizmus összefüggése
Gyakori, hogy a determinizmust, a jelenségek egyetemes oksági meghatározottságát állító filozófiai elméletet és a fatalizmust azonosnak tekintik. Miután a determinizmust elfogadva bizonyos értelemben mondható, hogy a múlt történései alapján a jövő eseményei eleve elrendeltek, a jövő determinált, meghatározott és semmit sem tehetünk ez ellen. Ez azonban nem helytálló, mivel a determinizmus kimondja, hogy a múltbeli események határozzák meg a jelent, illetve a jelen eseményei a jövőt, de a jelen eseményeire saját akaratunkból hatással lehetünk és így a jövőre is. A fatalisták ellenben tagadják, hogy saját akaratunkkal befolyásolhatjuk a történéseket.